# Alcino Gomes da Silva
Alcino Gomes da Silva (geb. 30. September 1990) ist ein Kanute aus São Tomé und Príncipe. Er trat bei den Olympischen Sommerspielen 2008 in Peking in zwei Kajak-Wettbewerben an und war der erste são-toméische Athlet, der bei Olympischen Spielen in einer anderen Sportart als Leichtathletik antrat.

## Karriere
Im Einer-Kajak über 500 Meter belegte Silva mit einer Zeit von 1:58,178 min den sechsten Platz seines Vorlaufs. Obwohl dies die zweitlangsamste Zeit sowohl in seinem Lauf als auch im gesamten Wettbewerb war, reichte sie für den Einzug ins Halbfinale. Dort schied er jedoch aus, nachdem er mit einer Zeit von 2:06,288 min den neunten Platz belegt und damit in seinem Lauf und unter allen Halbfinalisten den letzten Platz belegt hatte. Damit verpasste er den Einzug ins Finale bei weitem. Alle anderen Athleten bis auf einen waren mindestens zehn Sekunden schneller, die meisten mindestens 20 Sekunden. Mit 17 Jahren war Silva der jüngste Teilnehmer an diesem Wettbewerb und der jüngste Athlet in der dreiköpfigen Delegation, außerdem war er der jüngste Teilnehmer São Tomé und Príncipes bei den Olympischen Spielen.
Auf der 1000-Meter-Distanz, bei dem er erneut der jüngste Teilnehmer war, wurde Silva Neunter und Letzter seines Laufs mit einer Zeit von 4:28,057 min. Dies war mit großem Abstand die langsamste Zeit des gesamten Wettbewerbs. Der nächstlangsamste, Kotoua Francis Abia von der Elfenbeinküste, kam mit einer Zeit von 4:14,411 min ins Ziel, fast 14 Sekunden vor Silva.
Silva nahm 2009 an den afrikanischen Meisterschaften im Einer-Kajak über 200 Meter teil. Dort erreichte er eine Zeit von 41,62 s.